# Luis Rius Zunón
Luis Rius Zunón (Tarancón, 11 de diciembre de 1901-Ciudad de México, 5 de abril de 1974) fue un jurista, escritor y político español, alcalde de Tarancón, presidente de la Diputación Provincial de Cuenca, gobernador civil de Soria y de Jaén, y presidente de la Compañía Transmediterránea durante la II República española.

## Biografía
Cuarto hijo del matrimonio formado por José María Rius Fernández Marcote, de Lérida, y Herminia Zunón Subias, oriunda de Zaragoza, que se establecieron en Tarancón hacia 1890, donde fundaron y dirigieron el Colegio de Nuestra Señora de Riánsares. En este colegio realizó Luis los estudios primarios y continuó con el bachillerato en el Instituto Cardenal Cisneros de Madrid.
Se licenció en Derecho por la Universidad de Murcia en 1929, carrera que estudió por libre en dicha institución y en la Universidad Central de Madrid.
De ideología izquierdista y republicana madurada tempranamente, se afilió al Partido Republicano Radical Socialista antes de terminar los estudios universitarios, con vocación decidida de entrar en política al terminar la carrera. Finalizada, ejerció diversos cargos en organismos de Tarancón: secretario de la Comunidad de Labradores y del juzgado municipal, así como concejal y alcalde, cargo este último al que accedió a finales de 1932. En 1931 había colaborado en la creación de la Agrupación al Servicio de la República,y en 1933 fue nombrado presidente de la Diputación Provincial de Cuenca, cargo del que dimitió a finales del mismo año, un acto comunicado por el gobernador civil que ha generado dudas. En 1934 pasó a militar en Unión Republicana, partido en el que fue vicepresidente del comité local de Tarancón, durante un corto periodo de tiempo, porque el mismo año ingresó en Izquierda Republicana. Militando en este último partido, fue nombrado gobernador civil de la provincia de Soria el 25 de febrero de 1936, cargo que ejerció hasta el 23 de junio del mismo año, cuando fue nombrado gobernador civil de Jaén, para sustituir a César Torres Martínez que había sido trasladado a Granada. El 14 de agosto de 1936, el gobierno de José Giral aceptó su dimisión, presentada al enterarse de los asesinatos perpetrados en los llamados «trenes de la muerte», que trasladaban presos desde la cárcel de Jaén a la de Alcalá de Henares como medida de protección, por iniciativa del propio Rius, incapaz de contener a los milicianos y revolucionarios de la provincia, que ya habían asaltado la cárcel de Úbeda, matando a 47 presos.Al producirse el golpe de Estado de julio de 1936, fue el primer gobernador civil que envió un telegrama de adhesión al gobierno de la República.Se resistió a enviar delegados gubernativos a las comarcas de la provincia para movilizar a las fuerzas populares contra el golpe de Estado en curso, como le pedían Alejandro Peris, Nemesio Pozuelo, el Partido Comunista o las Juventudes Socialistas Unificadas,aunque finalmente accedió y, superado por los acontecimientos, estuvo asistido por el propio diputado Perisy por Lino Tejada, un policía del Cuerpo de Vigilancia, que actuaba como su secretario particular, que se hicieron con el control del Gobierno Civil y cuya intervención contribuyó en gran medida al fracaso del golpe en la provincia de Jaén.
Tras dimitir como gobernador civil, fue nombrado director presidente del Comité Ejecutivo de la Compañía Transmediterránea el 17 de agosto de 1936 y renunció al cargo el 27 de octubre siguiente. Desde entonces no volvió a ocupar ningún cargo político. A principios de 1937, se reunió con su esposa, hijos y madre que residían con unos amigos en la localidad francesa de Tourneville, huidos de Tarancón desde comienzos de la guerra civil, y poco después se trasladaron juntos a París, donde Luis estuvo trabajando en el comercio de hidrocarburos para CAMPSA.
Finalizada la guerra civil, decidió no volver a España y exiliarse, con su esposa e hijos, a los Estados Unidos, a donde llegaron a bordo del barco Queen Mary el 6 de abril de 1939. Tuvieron dificultades para que las autoridades de inmigración de Nueva York les permitieran la entrada al país, y, una vez vencidas, no consiguieron adaptarse a la sociedad norteamericana, especialmente por el desconocimiento del idioma, por lo que marcharon a Méjico alentados por la favorable acogida que el presidente Lázaro Cárdenas prestaba a los republicanos españoles. Entraron en el país por Nuevo Laredo el 1 de junio de 1936 y se establecieron definitivamente en Ciudad de México.
Rius Zunón consiguió empleos de muy escasa entidad para su formación y cargos ejercidos antes, que permitieron subsistir a la familia a base de privaciones y dificultades económicas. Más tarde accedió a una plaza en la Academia Milton, prestigiosa entidad educativa privada, ya desaparecida, donde ejerció como docente impartiendo clases de lengua y redacción. Posteriormente, alcanzó estabilidad laboral y económica en una compañía de locales para exhibición cinematográfica, donde dirigió dos importantes salas de Ciudad de México hasta su jubilación: el Cine Balmori, primero, y el Real Cinema desde su apertura en 1950.
Tanto en Méjico como en España, se relacionó con diversas personalidades de la cultura hispana, como María Dolores Pradera, León Felipe, Salvador Novo o Ramón Menéndez Pidal, a quienes dedicó poesías o envió cartas, encontradas por los herederos en las carpetas de su archivo.
Falleció en Ciudad de México, su residencia, el 5 de abril de 1974, tras unos días de hospitalización. Sus restos fueron trasladados a Tarancón en agosto de 1993 junto con los de su esposa Manuela Azcoita.

## Obra
Aunque había publicado en peridicos y revistas de España algunos poemas de clara influencia becqueriana, fue una vez alcanzada estabilidad laboral y ya cercana la jubilación, cuando Rius Zunón emprendió una carrera literaria tendendente al estudio, recuperación y conservación del acervo folclórico de Tarancón, labor en la que se desenvolvió con soltura y acierto, si bien en la producción poética propia se ha considerado que no pasó de mediano versificador.  Fundó, junto al escritor mejicano Adam Rubalcava la editorial Candil, donde publicó el Cancionero de Tarancón en 1972 y 1973. También creó, organizó y dirigió un grupo musical, de nombre El Candil, grabando dos discos con poemas musicados del mencionado cancionero y actuando en diversos teatros y programas de televisión.
Publicaciones
- Romancero de Fernando Muñoz y la reina María Cristina. México, 1966.
- El soldado y la reina; bodas reales: síntesis del argumento cinematográfico. Madrid, 1968.
- Ni ná, ni cosa. México, 1968.
- Cancionero de Tarancón, dos volúmenes. México (1972 y 1973).
- Cantares y poemas: obra completa. Valencina de la Concepción, 2018.
- Recuerdos que vuelan. Tarancón, 2021.